# Résolution 1393 du Conseil de sécurité des Nations unies
Membres permanents
- Chine
- États-Unis
- France
- Royaume-Uni
- Russie

Membres non permanents
- Bulgarie
- Cameroun
- Colombie
- Guinée
- Irlande
- Mexique
- Maurice
- Norvège
- Singapour
- Syrie

Résolution no 1392 Résolution no 1394
La Résolution 1393 du Conseil de sécurité des Nations unies fut adoptée à l'unanimité le 31 janvier 2002. Après avoir réaffirmé toutes les résolutions sur l'Abkhazie et la Géorgie, en particulier la résolution 1364 (de 2001), le Conseil a prorogé le mandat de la Mission d'observation des Nations Unies en Géorgie (MONUG) jusqu'au 31 juillet 2002.

## Résolution

### Observations
Dans le préambule de la résolution, le Conseil a souligné que l'absence de progrès sur un règlement entre les deux parties était inacceptable. Il a condamné l'abattage d'un hélicoptère de la MONUG en octobre 2001, qui a fait neuf morts, et a déploré que les auteurs de l'attaque n'aient pas été identifiés.

### Contenu
Le Conseil de sécurité a salué les efforts politiques pour résoudre la situation, en particulier les "Principes de base pour la répartition des compétences entre Tbilissi et Soukhoumi" pour faciliter les négociations entre la Géorgie et l'Abkhazie. Il a exhorté l'Abkhazie à examiner les détails du document et aux deux parties de surmonter leur méfiance mutuelle. Toutes les violations de l'Accord de 1994 sur le cessez-le-feu et la séparation des forces ont été condamnées. Le Conseil s'est également félicité de la signature d'un protocole par les deux parties sur la situation dans la vallée de Kodori le 17 janvier 2002 et a exhorté la Géorgie en particulier à mettre en œuvre ses dispositions et l'Abkhazie de ne pas profiter du retrait géorgien.
La résolution a exhorté les deux parties à revitaliser le processus de paix, a regretté l'absence de progrès sur les questions relatives aux réfugiés et aux personnes déplacées et a réaffirmé le caractère inacceptable des changements démographiques résultant du conflit. La Géorgie et l'Abkhazie ont été invitées à mettre en œuvre les recommandations d'une mission d'évaluation conjointe dans la région de Gali, l'Abkhazie en particulier étant appelée à améliorer l'application des lois et à remédier au manque d'instruction des Géorgiens de souche dans leur langue maternelle.
Les restrictions accrues à la liberté de mouvement de la MONUG, des forces de maintien de la paix de la Communauté des États indépendants et d’autres membres du personnel étaient de plus en plus nombreuses et le Conseil a rappelé aux parties qu’elles étaient responsables de la sûreté et de la sécurité du personnel. En outre, la résolution appelait les deux parties à prendre des mesures pour identifier les responsables de l'abattage d'un hélicoptère de la MONUG en octobre 2001. Il a été rappelé à la Géorgie d'empêcher les activités de groupes armés illégaux de pénétrer en Abkhazie.
Enfin, le Secrétaire général Kofi Annan a été invité à tenir le Conseil régulièrement informé de l’évolution de la situation et à faire un rapport dans les trois mois sur la situation.